# A Thought Crushed My Mind
A Thought Crushed My Mind è il secondo album in studio del gruppo hardcore punk svedese Blindside, pubblicato nel 2000.

## Tracce
1. Vow of Silence – 3:47
2. As You Walk – 4:07
3. King of the Closet – 4:03
4. My Mother's Only Son – 5:43
5. Act – 3:46
6. SilverSpeak – 3:27
7. Where Eye Meets Eye – 3:46
8. Nära – 4:44
9. In the Air of Truth – 3:00
10. Across Waters – 4:28
11. Nothing But Skin – 9:18

## Formazione
- Christian Lindskog - voce
- Simon Grenehed - chitarra
- Tomas Näslund - basso
- Marcus Dahlström - batteria